# Adonisea hanga
Adonisea hanga är en fjärilsart som beskrevs av John Kern Strecker 1898. Adonisea hanga ingår i släktet Adonisea och familjen nattflyn. Inga underarter finns listade i Catalogue of Life.